# World Press Photo
World Press Photo je nezavisna i neprofitna organizacija sa sjedištem u Amsterdamu. Utemeljena je 1955., te je poznata po prestižnom godišnjem natjecanju za najbolju novinsku fotografiju, najvećem na svijetu. Od 2011. World Press Photo također organizira odvojena godišnja natjecanja za novinske multimedijalne produkcije, i, u suradnji s organizacijom Human Rights Watch, godišnju dodjelu nagrada Tim Hetherington.
Dodjela nagrada se održava u crkvi Oude Kerk u Amsterdamu. Nakon dodjele nagrađene fotografije odlaze na putujuću izložbu, koju posjeti preko milijun ljudi u 40 zemalja. Godišnjak sa svim prijavama na natjecanje se izdaje na šest jezika.
Uz dodjelu u kategoriji najbolje fotografije godine, određuju se pobjednici u sljedećim kategorijama:
- najnovije vijesti (spot news)
- opće vijesti (general news)
- ljudi (people)
- sport (sports)
- suvremene teme (contemporary issues)
- svakodnevni život (daily life)
- portreti (portraits)
- priroda (nature)

Drugi je cilj organizacije međunarodna podrška profesionalnim fotoreporterima putem akademije "World Press Photo". Ona nastoji stimulirati razvoj novinske fotografije, poticati transfer znanja, pomoći da se razviju visoki profesionalni standardi u vizualnom novinarstvu, te promovirati slobodnu i neograničenu razmjenu informacija. Organizira niz edukativnih projekata diljem svijeta: seminare, radionice i godišnju majstorsku radionicu "Joop Swart".

## Aktualni dobitnici
Njujorški fotograf Spencer Platt iz Getty Imagesa pobijedio je 2006. Njegova slika prikazuje grupu mladih Libanonaca koji se voze susjedstvom južnog Beiruta, uništenog izraelskim bombardiranjem. Slika je snimljena 1. kolovoza 2006., prvog dana prekida vatre između Izraela i Hezbollaha, kad su se tisuće Libanonaca počele vraćati svojim domovima.
Godine 2007. ukupno je 4.460 profesionalnih fotografa iz 124 zemlje poslalo 78.083 tisuća slika na natječaj. Pobjednik je te godine bio britanski fotograf Tim Hetherington.
Sljedeće godine pobijedio je Anthony Suau iz SAD-a po drugi put (prvi put je pobijedio 1987.).
Godine 2011. Amit Sha'al iz Izraela je osvojio treće mjesto u kategoriji "Umjetnost i zabava: Priče". Tijekom izložbe u Libanonu te godine od organizacije su zatražili da ukloni Sha'alovu sliku zato što se, prema libanonskoj tajnoj službi, između Libanona i Izraela "odvijao rat". World Press Photo je odbio cenzurirati izraelskog fotografa i zatvoriti izložbu deset dana ranije.

## Vanjske poveznice
- World Press Photo  Arhivirana inačica izvorne stranice od 18. veljače 2013. (Wayback Machine) (službena stranica)
- The Guardian, The World Press Photo winners 2014 – in pictures, 12. veljače 2015.